# Biblioteca Comunale Clusone
La Biblioteca comunale di Clusone - CLUBI è la biblioteca pubblica della città di Clusone, in provincia di Bergamo. Fa parte della Rete Bibliotecaria Bergamasca, che comprende oltre 200 biblioteche diffuse in tutto il territorio provinciale.

## Storia e sedi
Si ha notizia della presenza di una biblioteca civica nel comune di Clusone nel 1912. Il 30 settembre 1914 viene pubblicato il "Catalogo dei Libri della Biblioteca Comunale di Clusone" (Tipografia Giudici). Il Catalogo, comprensivo di 1485 titoli, in prevalenza romanzi novelle e raccolte poetiche, era suddiviso in sette categorie:
- Cat. I - Classici - 180 titoli
- Cat. II e III- Letture amene (Romanzi - Novelle - Poesia - Teatro - Varietà) - 814 titoli
- Cat. IV - Storia e Geografia (Biografie, Memorie storiche, Ricordi, Viaggi, usi, Costumi) - 163 titoli
- Cat. V - Scienze sperimentali e loro applicazione (Fisica, Chimica, Storia Naturale, Matematica, Arti e Mestieri) - 64 titoli
- Cat. VI - Scienze morali (Filosofia, Diritto, Sociologia, Economia politica, Critica letteraria, ecc.) - 59 titoli
- Cat. VII - Libri scolastici e diversi - 205 titoli[1]

Nello stesso anno la biblioteca risulta associata alla Federazione italiana delle biblioteche popolari.
Della presenza di una biblioteca comunale a Clusone non si hanno più notizie fino all'istituzione della nuova biblioteca comunale nel 1972, con effettiva apertura al pubblico nell'aprile 1974.
Nel 1977 viene approvato lo Statuto del Sistema Bibliotecario di Clusone, di cui la Biblioteca di Clusone assume il ruolo di Centro Sistema.
Dal dicembre 2003 fa parte del Sistema bibliotecario della Val Seriana e dal novembre 2013 della Rete Bibliotecaria Bergamasca.
La sede, fino al 1999 era ubicata presso il piano nobile del Palazzo Marinoni Barca. Nel 1999 la sede è stata trasferita in via Roma 13, all'ultimo piano dell'edificio che ospita l'Istituto Comprensivo di Clusone. La superficie a disposizione è di 1300 m².

## Direttori
- Aurelio Visinoni, dal 2004
- Walter Surini, 1979-2004
- Sergio Conti, 1975-1979

## Patrimonio e servizi
Nel 2017 il patrimonio complessivo della biblioteca è costituito da circa 40.000 documenti, tra cui monografie, dvd, audiolibri. Attraverso la Rete RBBG, gli utenti possono accedere al catalogo online, con cui prenotare i volumi. 
Dal 1985 è attivo il servizio di prestito interbibliotecario. Dal 2011 la biblioteca, insieme a tutte le altre biblioteche della provincia di Bergamo, mette a disposizione gratuitamente ai propri utenti una piattaforma multimediale chiamata MediaLibrary, che dà accesso ad una vasta gamma di quotidiani, periodici, ebook, audiolibri e banche dati online.
La sala ragazzi possiede circa 9.000 documenti.
Dal 2015 l'intero patrimonio della biblioteca (libri a stampa, dvd e periodici) è dotato di tag RFID. Attraverso questo tipo di tecnologia, l'utenza può effettuare operazioni di prestito e restituzione libri in autonomia, tramite un'apposita postazione autoprestito.
L'intera biblioteca è coperta da segnale Wi-Fi, gratuitamente accessibile da tutti gli utenti. Sono inoltre disponibili 8 postazioni PC.

## Raccolte di storia locale
Nel 2017 il patrimonio di storia locale consta di circa 400 documenti relativi alla storia della città di Clusone e più in generale dei comuni limitrofi dell'Alta Val Seriana.
La biblioteca possiede le annate di due storici periodici locali:
- Corriere di Clusone, dal 1912 al 1925 e dal 1927 al 1935, a cadenza settimanale;
- La voce della montagana, dal 1952 al 1961, a cadenza settimanale;
- Corriere di Clusone, dal 1964 al 1969, a cadenza mensile.

Possiede la digitalizzazione del monoscritto in 6 volumi, contenenti memorie private e appunti sulla storia del territorio, scritto dal Conte Filippo Fogaccia, detto il Baradello (1849-1923), storico locale e Sindaco di Clusone dal 1915 al 1918 e dal 1920 all'aprile del 1923.

## Pubblicazioni
Nel 2003 la Biblioteca, in collaborazione con l'Amministrazione comunale, propone l'istituzione di una collana a stampa per lo studio e la promozione di temi, personaggi e monumenti del Comune di Clusone. La collana viene chiamata "Quaderni di CLUBI" e ad oggi conta 10 monografie:
- Daria Bigoni, L’oratorio di Clusone 1903 - 200, Comune di Clusone, 2003
- Il territorio di Clusone. Evoluzione geologica e paesaggio vegetale, Comune di Clusone, 2004
- Anna Baretti, Oltre il salotto. Clara Maffei attraverso le sue lettere inedite, Comune di Clusone, 2006
- Guerino Giudici, Ci avevano dato le mostrine e le stelle, Comune di Clusone, 2007
- L’Orologio Planetario Fanzago. Il restauro dell’Oriolo, Comune di Clusone, 2009
- Fascismo e Resistenza a Clusone. 1943 - 1945, Comune di Clusone, 2009
- Famiglie Clusonesi nell’obbiettivo di Cristilli, Comune di Clusone, 2011
- Mino Scandella, Sembrava il treno un mito del progresso. La ferrovia Ponte Nossa - Clusone 1911 - 1967, Comune di Clusone, 2012
- Erano partiti per fare la Guerra - Clusonesi caduti e prigionieri nel Primo Conflitto Mondiale, Comune di Clusone, 2015
- Mino Scandella, Ricordate che questo è stato: ebrei internati liberi a Clusone 1941-1945, Comune di Clusone, 2016